# Carole Lavallée
Carole Lavallée (Montreal, 23 de enero de 1954 - 26 de marzo de 2021) fue una empresaria, periodista y política canadiense.

## Biografía
Lavallée nació en Montreal, Quebec. Fue elegida por primera vez para la Cámara de los Comunes de Canadá en las elecciones federales canadienses de 2004. Fue elegida miembro del parlamento por Saint-Bruno-Saint-Hubert, derrotando al candidato liberal Marc Savard por unos 13.000 votos. Fue derrotada en las Elecciones Federales de 2011 por Djaouida Sellah.